# مجمر

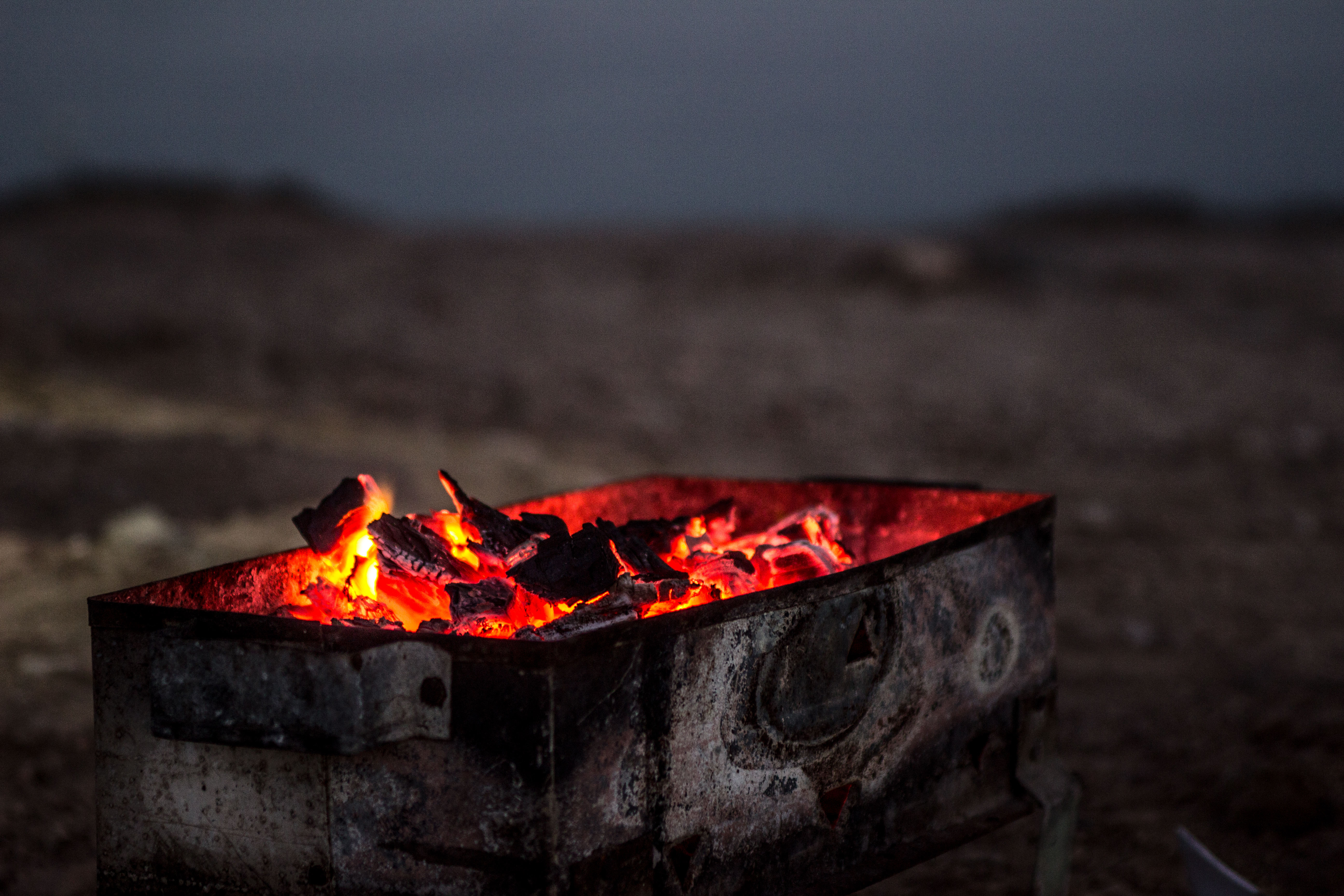
صورة لجمر من الفحم النباتي في مجمر معدني.

المِجْمَر (الجمع: مَجَامِر) هو وِعَاء مِنْ حديد أَوْ فخّار يتخذ أشكالا مختلفة، يحوي الخشب أَو أي نوع من الفحم ليوقد فيه ثم يَتَحَوَّلَ إِلَى جمر بغرض الطهي أو التسخين أو التدفئة حيت ينتشر بكترة في المغرب لطهي الطاجين المغربي، ونقول طعام مُحَمَّر أي نَتِيجَةَ وَضْعِهِ عَلَى الجمر فأصبح مجمّرا. الحركة التجارية التي كان يزاولها سكان الجزيرة العربية عبر الطرق البرية والبحرية.

## الأصل اللغوي
وردت بمعنى مجمر والمجمرة: هي التي يوضع فيها الجمر مع الدخنة، في التهذيب: المجمرة قد تؤنث وهي التي تدخن بها الثياب قال النبي ﷺ:«مَجَامِرُهُمُ الأَلُوَّةُ وبَخُورُهُمُ العُودُ الهِنْدِيُّ غَيْرَ مُطَرًّى».

## التاريخ
لتحقيق الغاية من استخدام البخور كان لابد من إجاد وسيلة يتم من خلالها استخدامه فصنعت المجامر وفي أول الأمر مجرد حفرة في قطعة كبيرة من الحجر ولمازادت الحاجة إليها فكر الإنسان في الابتكار والتجديد فصنعها من الصلصال والحجر الرملي ومن ثم المعادن المختلفة لقد كان ارتباط المجامر بالدخون وثيقاً وأزلياً حيث يقدم الدخون في هذا الوعاء المخصص له.

## استخدامات المجامر
يعد البخور من الأشياء التي تدخل في حياة الإنسان باستخدماته المختلفة ولقد كان التجار العرب يصدرون مواد البخور وغيرها إلى مختلف البلدان ويعتبر البخور سلعة قديمة ويعد من مواد الطيب الثمينة فكانت أكبر مناطق انتاجه اليمن والساحل الغربي وأحسن مناطق زراعته المهرة والشبوة جنوب بلاد العرب وقد انتشر قديماً لاستخدامه في الطقوس الدينية والمعابد ولم يقتصر البخور على النواحي الدينية والاجتماعية وإنما تمادى ذلك إلى استعماله مواد طبية يتداوى بها.